# RV RS 1
De VT 650 ook wel Regio-Shuttle genoemd is een diesel motorrijtuig, een zogenaamde lichtgewichttrein voor het regionaal personenvervoer van de Rhenus Veniro GmbH & Co. KG (RV).

## Geschiedenis
Oorspronkelijk werden deze motorrijtuigen als type Regio-Shuttle door ADtranz gebouwd. Toen Bombardier ADtranz overnam, mocht Bombardier de Regio-Shuttle om kartelrechterlijke redenen niet meer bouwen. De licentie kwam toen in handen van Stadler Rail. Bombardier bouwt nu de ITINO, een treinstel dat gebaseerd is op de Regio-Shuttle. Stadler Rail ontwikkelde de trein verder als Regio-Shuttle RS 1.
Na de splitsing van Rhenus Keolis GmbH & Co. KG op 1 december 2007 werd het regionaal personenvervoer in de deelstaten Niedersachsen en Nordrhein-Westfalen overgedragen aan de Firma Keolis S.A. (aandeelhouder o.a. SNCF) onder de naam van Eurobahn en aan Rhenus Veniro GmbH & Co. KG (RV). Het hoofdkantoor van Rhenus Veniro (RV) bevindt zich in Mainz.
De motorrijtuigen voor treinendiensten op de Hunsrückbahn werd in 2009 geen toelating door de Eisenbahn Bundesamt (EBA) verstrekt waardoor de treindienst tot 15 april 2011 werd uitgevoerd door de DB Regio met een duw-trektrein gecombineerd met een locomotief van de serie 218. Sinds 4 mei 2011 worden deze motorrijtuigen met een beperkt aantal passagiers ingezet. Scholieren worden dan per bus vervoerd.

## Constructie en techniek
De motorrijtuigen zijn opgebouwd uit een stalen frame met een frontdeel van GVK. De motorrijtuigen hebben een lagevloerdeel. Deze motorrijtuigen kunnen tot drie stuks gecombineerd rijden. De motorrijtuigen zijn uitgerust met luchtvering.

## Treindiensten
De motorrijtuigen werden door Rhenus Veniro (RV) sinds 29 mei 1999 ingezet op het volgend traject.
- Donnersbergbahn, Alzey - Kirchheimbolanden

De motorrijtuigen worden door Rhenus Veniro (RV) sinds 4 mei 2011 ingezet op het volgend traject.
- Hunsrückbahn, Boppard - Emmelshausen